# Osteoglossum bicirrhosum
La arowana plateada o arowana amazónica (Osteoglossum bicirrhosum) es una especie de pez de agua dulce de la familia Osteoglossidae.

## Descripción
Esta especie se encuentra a 2.5 kilómetros del Rupununi y río Oyapoque  de Sudamérica, así como en aguas tranquilas en la Guyana.
Este pez tiene escamas relativamente grandes, un cuerpo largo, y una cola afilada, con las aletas dorsal y anal se extiende todo el camino hasta la aleta caudal pequeña, con las que están casi fusionados. Puede crecer hasta un tamaño máximo de 120 centímetros (47,2 plg). A diferencia de la arawana negra, la arawana plateada tiene los mismos colores durante toda su vida.
La especie también se conoce como Pez mono debido a su capacidad para saltar fuera del agua y capturar a su presa. Por lo general, nada cerca de la superficie del agua esperando a su presa potencial. Aunque las muestras se han encontrado restos de aves, murciélagos y serpientes en sus estómagos, su dieta principal consiste en crustáceos, insectos, pequeños peces y otros animales que flotan en la superficie del agua, por lo que su puente levadizo, como la boca es exclusivamente adaptadas para la alimentación.
Las arowanas a veces se llaman pez dragón por los acuaristas por sus brillantes escamas como una armadura y barbillas son una reminiscencia de la descripción de los dragones en el folclore asiático.[cita requerida]

## Estado de conservación
La arowana plateada actualmente no forma parte de la lista de CITES. Ni en la Lista Roja de la UICN 2004. Es uno de los peces ornamentales más populares de América del Sur, sin embargo, y por lo tanto está en estado de conservación.
Como se informó por Environment News Service en agosto de 2005, el uso de la población de la arawana plateada fue motivo de una disputa entre autoridades brasileñas  y colombianas. Arawanas plateadas juveniles se encuentran atrapados en Colombia para la venta como peces de acuario, mientras que el pueblo de Brasil, Amazonia captura de peces adultos de alimentos. Una fuerte caída en el número de arawanas había causado a las autoridades brasileñas para prohibir la pesca de ellos entre el 1 y 15 de noviembre; los colombianos, por su parte, se prohíbe su captura el 1 de noviembre y 15 de marzo. 

La arowana plateada es a menudo utilizada como mascota por acuaristas con experiencia, al ser considerado un sustituto accesible de la arowana asiática (Scleropages formosus), que aparece en el Apéndice I y por tanto es difícil y costoso de obtener legalmente.

## Como pez de acuario

### Acuario
Para mantener uno de estos peces de gran tamaño, un acuario de tamaño adecuado es importante. El tamaño mínimo del tanque recomendable para una arawana plateada es de 1000 litros. En ningún momento, una arawana debe mantenerse en un tanque más estrecho y más corto que la longitud del pez. Una muestra de los jóvenes se pueden mantener en un tanque más pequeño, pero a medida que crece, necesitará un tanque más grande para prevenir las deformidades y para asegurar la máxima longitud y la duración de la vida del animal.
Estos peces son capaces de saltar fuera del agua y salir del acuario, por lo que es necesario poner una tapa o utilizar un tanque alto con el nivel del agua bajo.

### Condiciones del agua

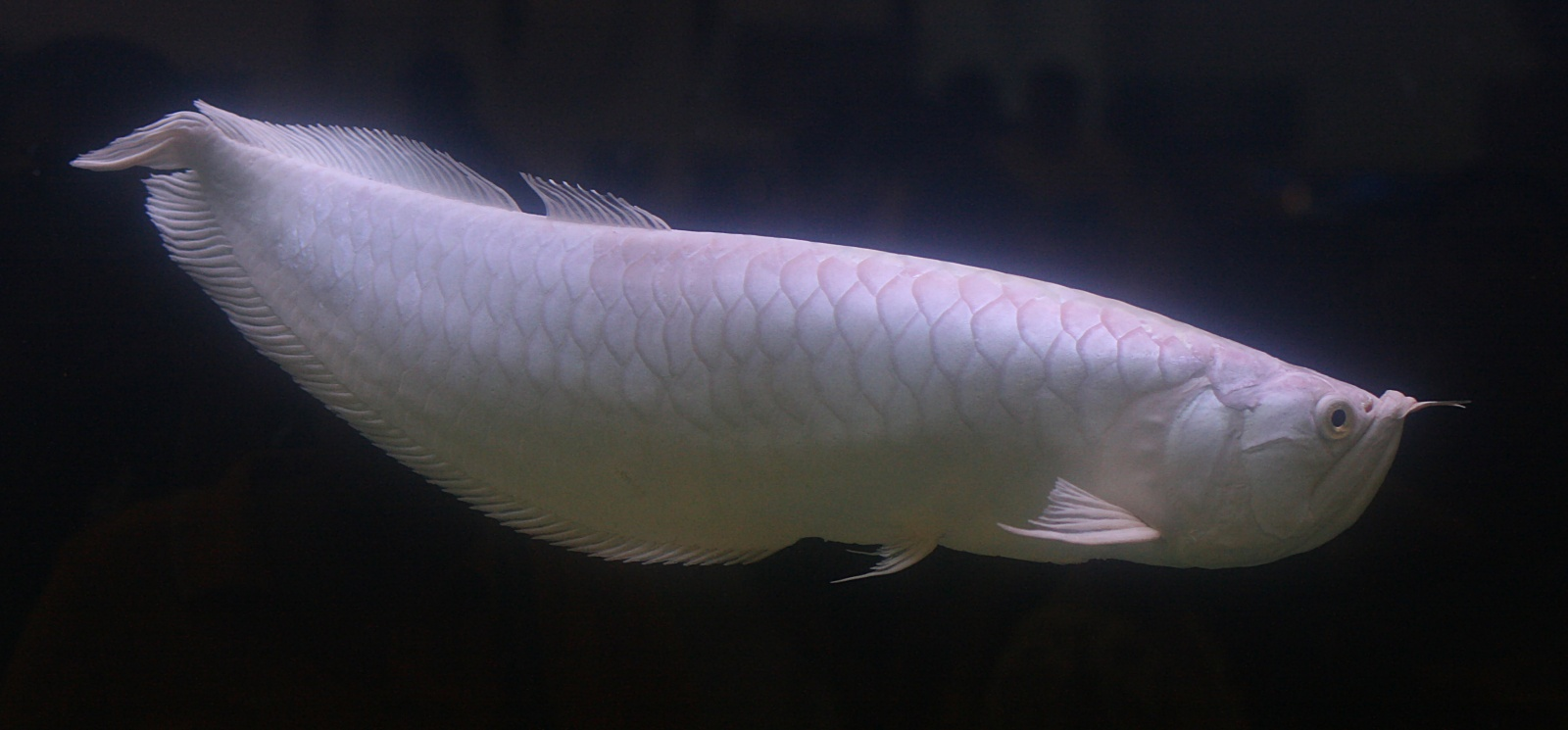
Una variación conocida como "Arawana de nieve" o "Arawana platina" causada por leucismo (pigmentación reducida). Desde el sexto "Pramong Nomjai Thaituala" La competencia de peces tropicales de Tailandia 2007.

Las arowana plateadas prefieren agua blanda con un pH entre 6,0 y neutral. Es necesario una filtración fuerte para  ayudar a estimular su ambiente, aunque se puede adaptar a la mayoría de los suministros de agua y prosperar. Un 25-30 % de cambio parcial de agua u semanal, el uso de sifón para los residuos y otros detritos, es necesario 1-2 veces por semana para mantener las excelentes condiciones de agua. La temperatura del agua debe oscilar entre 24 °C y 28 °C, con el ideal de 26 °C.

### Alimentación
Estas especies se les pueden ofrecer alimentos sustanciosos tales como insectos, camarones, pescado, carne de corazón, ranas, etc, aunque es mejor para alimentar a las arawanas son pellets flotantes que ha sido específicamente para peces de este tipo. Hay varios tipos de alimentos en el mercado de algunos de los fabricantes más grandes de la marca el nombre de los productos pesqueros que se hacen con esta especie en la mente. La alimentación de las arawanas, de esta manera ayudará a evitar la caída de ojos, una condición en la cual uno de los ojos están vueltos hacia abajo. En la naturaleza, el arawana pasa la mayor parte de su vida de exploración de la superficie del agua de la presa, pero va a aprender en un ambiente del acuario a mirar hacia abajo por la comida que cae al fondo de su tanque. Con el tiempo, uno de los ojos de forma permanente a la baja caída. Sin embargo, algunas arowana son alimentadas exclusivamente en los alimentos pellets flotantes también han desarrollado caída de ojos repentinas después de chocar violentamente con el tanque. Otra condición que puede desarrollarse es "ojo nublado", uno o los dos ojos se raye cuando el arawana se da vuelta hacia los lados para recoger alimentos de la parte inferior, haciendo así, los ojos nublados. La condición de los ojos nublados se puede tratar, mientras que la condición de gotas oculares que no lo es. Mantener un arowana casi exclusivamente en una dieta de pellet no solo proporcionará a los peces con una comida bien equilibrada, es más rentable y por lo general evitan los problemas de salud.[cita requerida]
Muchos acuaristas recomiendan no alimentarlas con peces vivos para evitar riesgos de transmisión de enfermedades y posibles lesiones de la arowana al tratar de atrapar a sus presas en el reducido espacio del acuario. El gusano de la harina es indigesto para las arawana, por lo que es mejor evitarlos.[cita requerida]

### Compañeros de acuario
Este pez se puede mantener con otros peces de agua dulce, siempre y cuando sean lo suficiente grandes para no ser consideradas presas y toleren la natación activa de la arowana. No es recomendable mantener más de un ejemplar de arawana en el mismo tanque pues son animales muy territoriales.[cita requerida]